# Воскресенки (Мединський район)
Воскресенки (рос. Воскресенки) — присілок в Мединському районі Калузької області Російської Федерації.
Населення становить 5 осіб. Входить до складу муніципального утворення Село Кременське.

## Історія
Від 2004 року входить до складу муніципального утворення Село Кременське.

## Населення
1. Н/Д[2]